# 1899
Het jaar 1899 is het 99e jaar in de 19e eeuw volgens de christelijke jaartelling.

## Gebeurtenissen
januari
- 1 - Einde van de Spaanse kolonie Spaans-West-Indië (Cuba en Puerto Rico).
- 1 - Queens en Staten Island worden bij New York gevoegd.
- 19 - Egypte en het Verenigd Koninkrijk gaan gezamenlijk de Soedan besturen. De Britse gezant Baring komt met de khedive overeen, een condominium op te richten.
- 23 - Koeweit wordt een Brits protectoraat.
- 23 - Inauguratie van Emilio Aguinaldo als president van de door geen enkel land erkende Constitutionele Republiek der Filipijnen.

februari
- 1 - Aan de vooravond van een stemming in de Amerikaanse Senaat over de annexatie van de Filipijnen verschijnt in een Amerikaans tijdschrift het gedicht The white man's burden: The United States and the Philippine Islands van de Brit Rudyard Kipling. Het wordt in Washington gelezen als een oproep het verdrag goed te keuren, maar vervolgens werk te maken van de beschaving van de bevolking van de eilanden.
- 4 De Amerikaanse Senaat keurt met de vereiste tweederdemeerderheid de vrede van Parijs goed, en voegt daarmee de Filipijnen toe aan het grondgebied van de Verenigde Staten.
- 12 - Ondertekening van het Duits-Spaans Verdrag, waarbij de Carolinen en de Noordelijke Marianen door Spanje worden verkocht aan Duitsland.
- 25 - Louis Renault en zijn broers richten de autofabriek Renault op.
- februari - Bij de aanleg van de Jungfraubahn in het Berner Oberland komen zes Italiaanse arbeiders om het leven door een springstofongeluk.

maart
- 4 - Een nieuw wereldsnelheidsrecord op land van 92,78 km/u wordt gevestigd door graaf Gaston de Chasseloup-Laubat.
- 27 - Guglielmo Marconi brengt een draadloze verbinding tussen Engeland en Frankrijk tot stand.

april
- 9 - Oprichting voetbalvereniging Cercle Brugge.
- 29 - De Belg Camille Jenatzy verbreekt te Achères het wereldsnelheidsrecord op land met La Jamais Contente ('De Nooit Tevreden'). Deze elektrische auto is de eerste auto in de geschiedenis die de barrière van 100 km/h doorbreekt met 105,882 km/h.

mei
- 7 - Het eerste door de Nederlandse Voetbalbond georganiseerde bekertoernooi wordt afgesloten met de finale tussen RAP en HVV. De Amsterdammers winnen met 1-0 door een doelpunt van Hisgen, en ontvangen de eerste Holdertcup.
- 14 - Oprichting voetbalclub Nacional de Montevideo.
- 18 - Op initiatief van tsaar Nicolaas II van Rusland komt de eerste Internationale Vredesconferentie van Den Haag bijeen.
- mei - De Italiaanse anarchist Errico Malatesta ontsnapt met een roeiboot van het gevangeniseiland Lampedusa naar Malta.

juni
- 22 - Spanje staat tegen een schadevergoeding de eilanden van de Marianen en de Carolinen af aan Duitsland.

juli
- 1 - Drie reizende Amerikaanse zakenmensen richten de Gideons op met als doel op elke hotelkamer een Bijbel neer te leggen.
- 6 - Met een ontvangst in het koninklijk paleis te Amsterdam eindigt de eerste Vredesconferentie van Den Haag.
- 21 - Staatsbosbeheer wordt opgericht om de Nederlandse bosbouw te bevorderen en zandverstuivingen te bestrijden. De dienst krijgt het Liesbos in beheer.
- 24 - In Colombia komen de liberalen in opstand tegen de heersende conservatieven. Daarmee begint de 1000-daagse Oorlog.
- De Conferentie van Bloemfontein tracht tevergeefs een tweede oorlog tussen de Britten en de Boeren te voorkomen. De regering in Londen begint troepen naar de Kaap te sturen.
- juli - Fiat wordt opgericht.

augustus
- 8 - De Sint-Cyriacus-orkaan komt aan land op Puerto Rico.
- 11 - Opening van het Dortmund-Eemskanaal voor de binnenvaart tussen Westfalen en Oost-Friesland.
- 22 - In Hilversum komt het tot een oproer nadat de gemeenteraad de kermis heeft verboden. Legereenheden uit Naarden en Amersfoort moeten eraan te pas komen om de rust te herstellen. Er vallen een dode en een aantal gewonden.

september
- 1 - Het Nederlandse Ministerie van Oorlog neemt de Legerplaats Harskamp in gebruik.
- 3 - Oprichting voetbalclub Beerschot VAC.
- 15 - De eerste school voor maatschappelijk werk in Nederland, opgericht door Marie Muller-Lulofs, Hélène Mercier en Arnold Kerdijk, gaat in Amsterdam van start.
- 22 - Oprichting Rotterdamse hockeyclub HV Victoria.

oktober
- 11 - Begin van de Tweede Boerenoorlog. De Boeren vallen de Kaapkolonie en Natal binnen, belegeren Ladysmith, Mafeking en Kimberley, en boeken een aantal overwinningen.
- 18 - Frederick Baldwin in New York vraagt patent op de eerste  
mijncarbidlamp.
- 26 - Première van Oom Wanja van Anton Tsjechov.

november
- 29 - Oprichting voetbalclub FC Barcelona.
- november - Van Sigmund Freud verschijnt Die Traumdeutung (gedateerd 1900).

december
- 4 - In Madison Square Garden in New York wordt de eerste officiële zesdaagse-wedstrijd verreden.
- 16 - Engelse immigranten richten de Italiaanse voetbalclub AC Milan op.
- 24 - In Rome is het Heilig Jaar 1900 begonnen nadat paus Leo XIII de Heilige Deur in de Basiliek der Apostelen (de Sint-Pietersbasiliek) heeft geopend.
- 31 - In Nederland wordt de tienjaarlijkse volkstelling gehouden.

zonder datum
- Een aardbeving treft de Turkse stad Denizli.
- Duitse koopvaardijschepen worden door Britse oorlogsschepen aangehouden.
- Max Liebermann start de Berlijnse Sezession.
- De gemeente Arnhem koopt het park Sonsbeek.
- Het eerste Nederlandse correspondentieschaak-toernooi wordt gehouden.
- Eli Heimans en Jac. P. Thijsse publiceren hun Geïllustreerde flora van Nederland.
- Tweede reis van Sven Hedin. Hij probeert, vermomd als boeddhistische monnik, Lhasa te bereiken.

## Film/televisie
- 1899 (televisieserie), Duits/Amerikaanse televisieserie uit 2022

## Muziek
- De Finse componist Jean Sibelius componeert zijn Symfonie nr. 1 Opus 39 en de Scènes historiques I, opus 25.
- Claude Debussy componeert Pour le Piano en de Nocturnes voor orkest en koor.
- Arnold Schönberg componeert de Verklärte Nacht, Opus 4.
- De Britse componist Edward Elgar schrijft de Enigmavariaties.
- 2 mei - Eerste uitvoering van de Tweede symfonie van Hugo Alfvén.
- 22 mei - Opvoeringen van Hos Sigbrit met muziek van Johan Halvorsen.
- 30 mei - Eerste uitvoering van Légende van Frederick Delius.
- 6 september - De Amerikaan Scott Joplin verkrijgt copyright voor Maple Leaf Rag.
- 5 oktober - Eerste uitvoering van Sea pictures van Edward Elgar.
- 17 oktober - De Tsjechische componist Julius Fučík componeert Intocht van de gladiatoren (Vjezd gladiátorů).
- 2 november - Eerste uitvoering van Haugtussa van Edvard Grieg.

#### Publicaties
- The Awakening van Kate Chopin. De Nederlandse vertaling van Geertje Lammers verschijnt  in 1977 als De ontnuchtering
- Fidessa van Louis Couperus
- Le Prométhée mal enchaîné van André Gide, De Nederlandse vertaling van Hannie Vermeer-Pardoen verschijnt in 2018 als De onzorgvuldig geketende Prometheus.

## Beeldende kunst

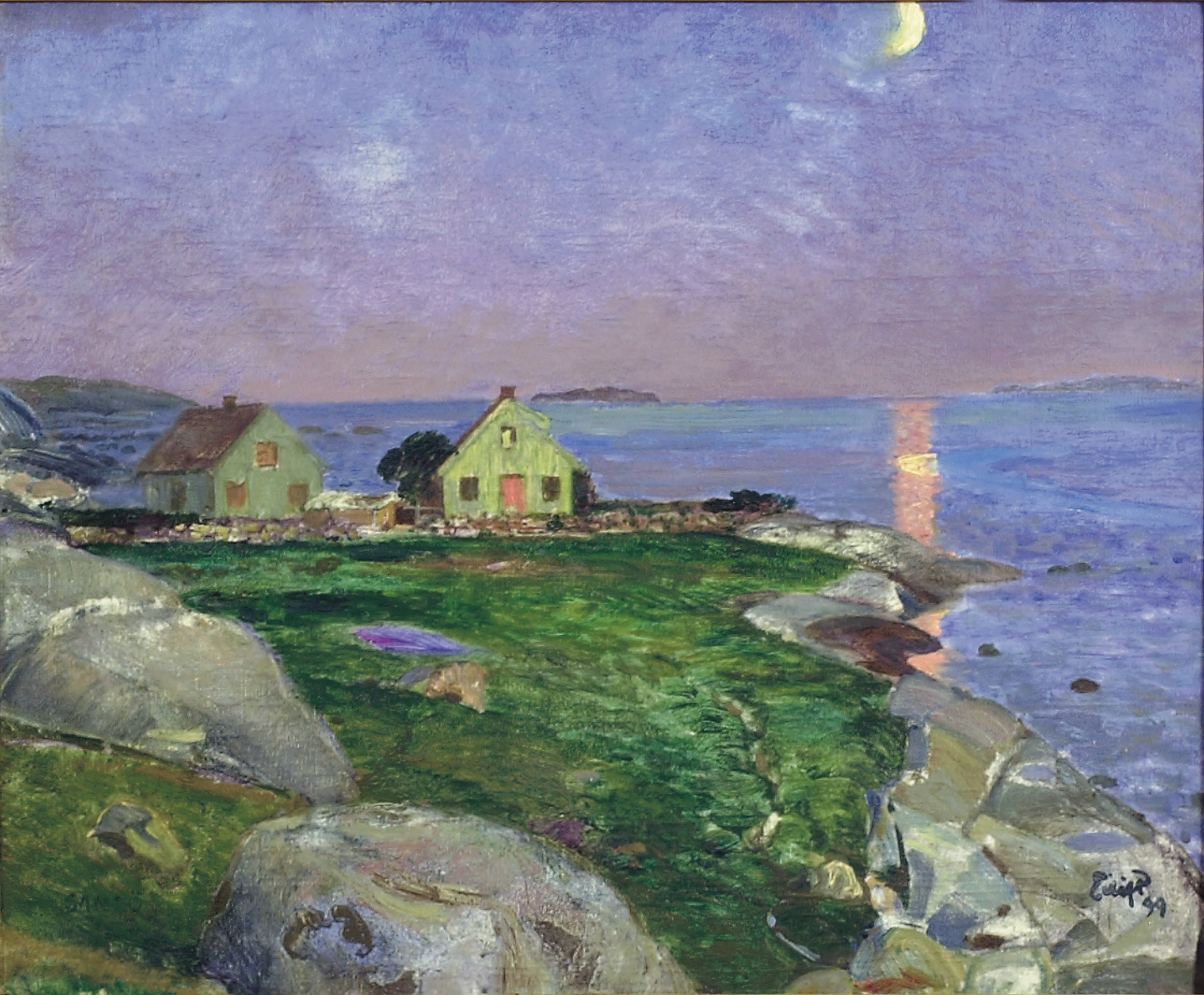
Sandø (1899) Eilif Peterssen
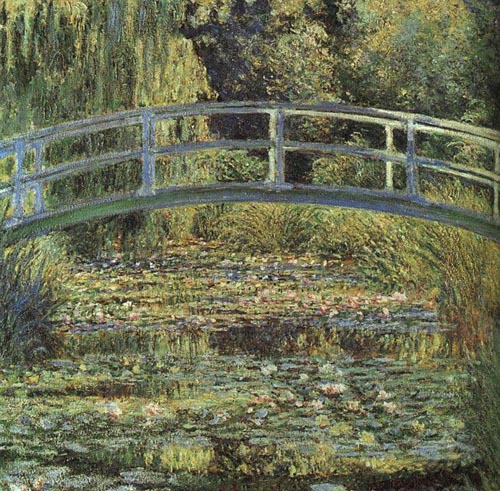
Bassin aux nymphéas (1899) Claude Monet, Musee d'Orsay

## Bouwkunst

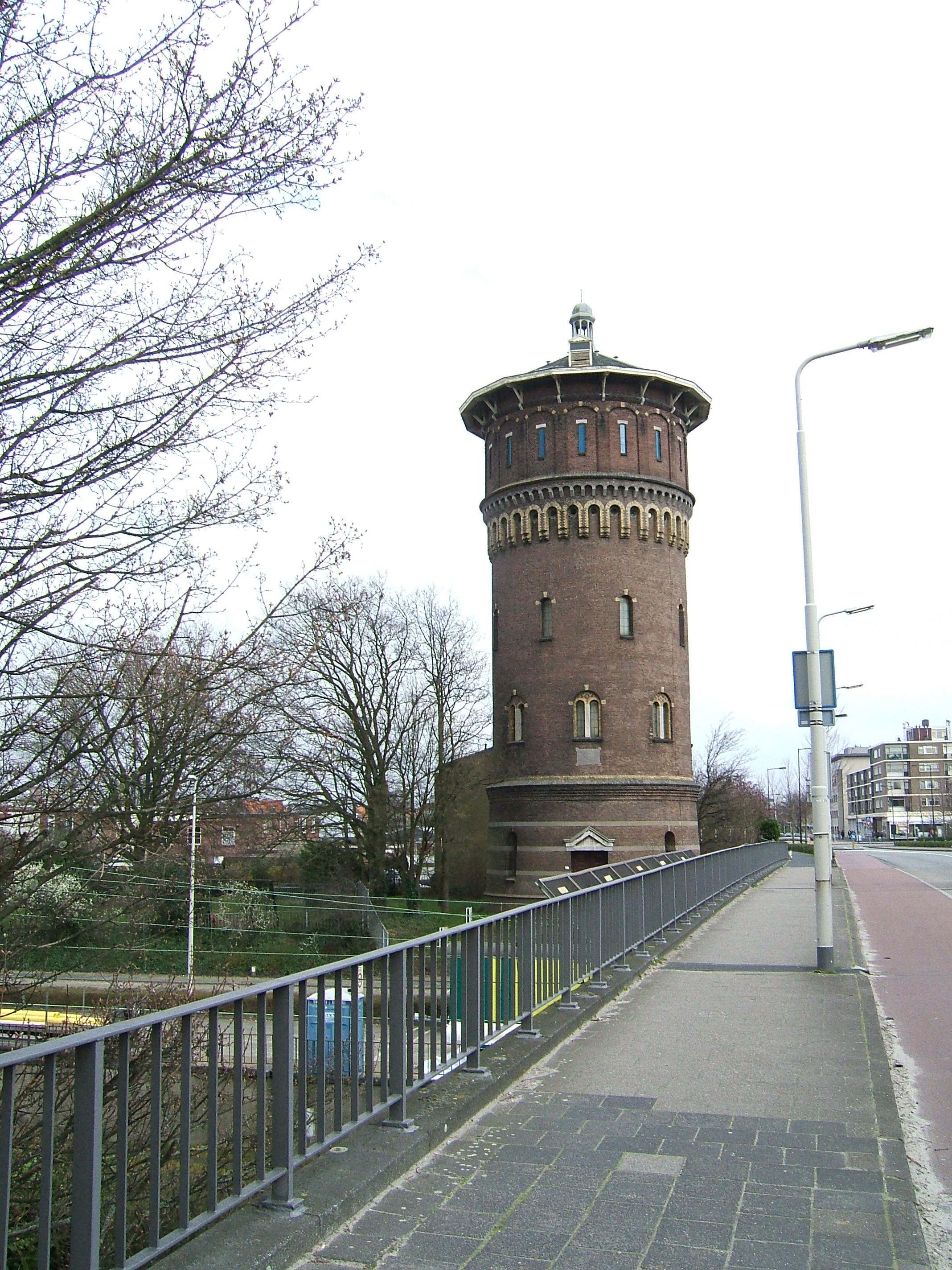
Watertoren (Bergen op Zoom) (1899)

## Geboren

### januari
- 1 - Jack Beresford, Brits roeier en olympisch kampioen (overleden 1977)
- 1 - Nonô, Braziliaans voetballer (overleden 1931)
- 2 - Hermann von Oppeln-Bronikowski, Duits ruiter en militair (overleden 1966)
- 7 - Francis Poulenc, Frans componist (overleden 1963)
- 17 - Al Capone, Amerikaans gangsterbaas (overleden 1947)
- 17 - Nevil Shute, Brits schrijver en vliegtuigbouwer (overleden 1960)
- 20 - Kenjiro Takayanagi, Japans televisiepionier (overleden 1990)
- 20 - Armas Toivonen, Fins atleet (overleden 1973)
- 23 - Humphrey Bogart, Amerikaans acteur (overleden 1957)
- 23 - Glen Kidston, Brits piloot en autocoureur (overleden 1931)
- 25 - Pieter van As, Nederlands verzetsstrijder in WO II (overleden 1942)
- 26 - Howard Doc Hopkins, Amerikaans musicus en radiopresentator (overleden 1949)
- 28 - René de Labarrière, Frans militair (overleden 1948)
- 30 - Max Theiler, Zuid-Afrikaans/Amerikaans viroloog en Nobelprijswinnaar (overleden 1972)

### februari
- 14 - Stanisław Cikowski, Pools voetballer (overleden 1959)
- 19 - Fritz Blaschke, Duits voetballer (overleden 1968)
- 20 - Adolf Rijkens, Nederlands acteur en arts (overleden 1996)
- 23 - Erich Kästner, Duits schrijver (overleden 1974)
- 23 - Elisabeth Langgässer, Duits schrijver (overleden 1950)
- 24 - Jacques Presser, Nederlands historicus, schrijver en dichter (overleden 1970)

### maart
- 1 - Erich von dem Bach-Zelewski, Duits SS-officier en Holocaustpleger (overleden 1972)
- 7 - Willem Jacob Luyten, Nederlands-Amerikaans astronoom (overleden 1994)
- 9 - Francisca Reyes-Aquino, Filipijns nationaal kunstenaar (overleden 1983)
- 11 - John Campbell Ross, laatste Australisch Eerste Wereldoorlogsveteraan en oudste Australiër (overleden 2009)
- 11 - Frederik IX, koning van Denemarken (overleden 1972)
- 13 - John van Vleck, Amerikaans natuurkundige en Nobelprijswinnaar (overleden 1980)
- 15 - Arie Bieshaar, Nederlands voetballer (overleden 1965)
- 16 - Ok Formenoij, Nederlands voetballer (overleden 1977)
- 18 - Américo Tesoriere, Argentijns voetballer (overleden 1977)
- 23 - Lavrenti Beria, Sovjet-Russisch politicus (overleden 1953)
- 23 - Ilse Bing, Duits fotografe (overleden 1998)
- 23 - Siebe Jan Bouma, Nederlands architect (overleden 1959)
- 27 - Gloria Swanson, Amerikaans actrice (overleden 1983)

### april
- 3 - Cees Laseur, Nederlands acteur en regisseur (overleden 1960)
- 4 - Freddie Langeler, Nederlands illustratrice, boekbandontwerpster en tekstschrijfster (overleden 1948)
- 9 - Hans Jeschonnek, Duits generaal (overleden 1943)
- 13 - Alfred Mosher Butts, ontwerper van Scrabble (overleden 1993)
- 13 - Harold Osborn, Amerikaans atleet (overleden 1975)
- 16 - François Morren, Belgisch atleet (overleden 1985)
- 22 - Paul Brochart, Belgisch atleet (overleden 1971)
- 22 - Vladimir Nabokov, Russisch-Amerikaans schrijver (overleden 1977)
- 23 - Bertil Ohlin, Zweeds econoom en politicus; Nobelprijswinnaar in 1977 (overleden 1979)
- 27 - Walter Lantz, Amerikaans tekenfilm-maker (Woody Woodpecker) (overleden 1994)
- 29 - Duke Ellington, Amerikaans jazzmusicus (overleden 1974)
- 30 - Jannetje Visser-Roosendaal, Nederlands schrijfster (overleden 1990)

### mei
- 4 - Fritz von Opel ("Raketten-Fritz"), Duits industrieel en raketpionier (overleden 1971)
- 8 - Friedrich Hayek, Oostenrijks econoom en politiek filosoof (overleden 1992)
- 10 - Fred Astaire, Amerikaans danser en acteur (overleden 1987)
- 11 - Herbert Nebe, Duits wielrenner (overleden 1985)
- 15 - William Emanuël Juglall, Surinaams politicus (overleden 1980)
- 15 - Hedda Nova, Amerikaans actrice (overleden 1981)
- 18 - Piet Muijselaar, Nederlands revue-artiest (overleden 1978)
- 22 - Bekir Refet, Turks voetballer (overleden 1977)
- 24 - Suzanne Lenglen, Frans tennisster (overleden 1938)
- 26 - Juan Nakpil, Filipijns architect (overleden 1986)

### juni
- 3 - Georg von Békésy, Hongaars-Amerikaans biofysicus en Nobelprijswinnaar (overleden 1972)
- 7 - Elizabeth Bowen, Iers-Engels schrijfster (overleden 1973)
- 12 - Fritz Albert Lipmann, Duits-Amerikaans biochemicus en Nobelprijswinnaar (overleden 1986)
- 14 -  Maria Nikolajevna Romanova, Russisch grootvorstin, dochter van tsaar Nicolaas ll (overleden 1918)
- 20 - Anthon van der Horst, Nederlands organist, dirigent en componist (overleden 1965)
- 20 - Jean Moulin, Frans verzetsstrijder (overleden 1943)
- 21 - Rodolphe Hénault, Belgisch atleet (overleden 1983)
- 24 - Madelon Székely-Lulofs, Nederlands schrijfster en journaliste (overleden 1958)

### juli
- 1 - Charles Laughton, Brits acteur (overleden 1962)
- 6 - Susannah Mushatt Jones, Amerikaans supereeuwelinge (overleden 2016)
- 8 - Jan Boer, Gronings dichter (overleden 1983)
- 15 - Antoine Goderie, Nederlands biljarter (overleden 1973)
- 17 - James Cagney, Amerikaans filmacteur (overleden 1986)
- 19 - Paul de Groot, Nederlands communistisch politicus (overleden 1986)
- 21 - Ernest Hemingway, Amerikaans schrijver en Nobelprijswinnaar (overleden 1961)
- 21 - Clare Lennart, Nederlands schrijfster en vertaalster (overleden 1972)
- 22 - Stephanus Kuijpers, Nederlands bisschop van Paramaribo (overleden 1986)
- 23 - Gustav Heinemann, Duits politicus (overleden 1976)
- 27 - Harl McDonald, Amerikaans componist, muziekpedagoog, dirigent en pianist (overleden 1955)
- 29 - Alice Terry, Amerikaans actrice (overleden 1987)
- 30 - Harry Moorman, Nederlands politicus (overleden 1971)

### augustus
- 2 - Ove Andersen, Fins atleet (overleden 1967)
- 3 - Louis Chiron, Monegaskisch Formule 1-coureur (overleden 1979)
- 5 - Mart Stam, Nederlands meubelontwerper en architect (overleden 1986)
- 6 - Lillebil Ibsen, Noors actrice/danseres (overleden 1989)
- 13 - Alfred Hitchcock, Brits regisseur (overleden 1980)
- 18 - Alfred Morpurgo, Surinaams journalist en politicus (overleden 1973)
- 23 - Albert Claude, Belgisch biochemicus en Nobelprijswinnaar (overleden 1983)
- 24 - Jorge Luis Borges, Argentijns dichter en schrijver (overleden 1986)
- 24 - Johan Fabricius, Nederlands schrijver (overleden 1981)
- 27 - C.S. Forester, Engels schrijver (overleden 1966)
- 28 - Jos de Gruyter, Nederlands kunstcriticus en museumdirecteur (overleden 1979)
- 28 - Rufino Tamayo, Mexicaans kunstschilder (overleden 1991)

### september
- 3 - Frank Macfarlane Burnet, Australisch viroloog en Nobelprijswinnaar (overleden 1985)
- 7 - Leendert Antonie Donker, Nederlands politicus (overleden 1956)
- 12 - Frits van Kemenade, Nederlands burgemeester (overleden 1991)
- 13 - Anton Constandse, Nederlands anarchist, schrijver en journalist (overleden 1985)
- 15 - Jan Buiskool, Nederlands jurist en politicus (overleden 1960)
- 15 - Theo Rutten, Nederlands hoogleraar en minister (overleden 1980)
- 16 - Jan Buskes, Nederlands theoloog (overleden 1980)
- 20 - Leo Strauss, Amerikaans filosoof (overleden 1973)
- 22 - Veit Harlan, Duits filmregisseur (overleden 1964)
- 23 - Odd Grüner-Hegge, Noors dirigent, componist (overleden 1973)
- 26 - Ludwik Gintel, Pools voetballer (overleden 1973)
- 27 - Selli Engler, Duitse activiste en schrijfster (overleden 1972)
- 28 - Catrinus Mak, Nederlands predikant (overleden 1983)
- 29 - Josine Reuling, Nederlands schrijver (overleden 1961)
- 30 - Hendrik Marsman, Nederlands dichter (overleden 1940)

### oktober
- 1 - Joseph Guillemot, Frans atleet (overleden 1975)
- 3 - Wim Volkers, Nederlands voetballer en voetbalbestuurder (overleden 1990)
- 5 - Georges Bidault, Frans interim-staatshoofd en minister-president (overleden 1983)
- 12 - Jan Voogt Pzn, stierf als oudste man van Nederland (overleden 2006)
- 14 - Ruth Becker, lerares en overlevende van de RMS Titanic (overleden 1990)
- 19 - Miguel Ángel Asturias, Guatemalteeks schrijver (overleden 1974)
- 20 - Marnix Gijsen, Vlaams schrijver (overleden 1984)
- 22 - Jan Marginus Somer, Nederlands militair en verzetsstrijder (overleden 1979)
- 23 - Arthur Lehning, Nederlands anarchist (overleden 2000)
- 24 - Ferhat Abbas, Algerijns nationalist (overleden 1985)

### november
- 2 - E. du Perron, Nederlands dichter en prozaschrijver (overleden 1940)
- 4 - Mimi Boesnach, Nederlands actrice (overleden 1982)
- 4 - Nicolas Frantz, Luxemburgs wielrenner (overleden 1985)
- 8 - Ernest Adam, Belgisch politicus (overleden 1985)
- 9 - Klaas Norel, Nederlands schrijver (overleden 1971)
- 16 - Carlo Rosselli, Italiaans journalist, historicus en politiek activist (overleden 1937)
- 24 - Hilmar Wäckerle, Duits commandant van concentratiekamp Dachau (overleden 1941)
- 25 - Fouad Ammoun, Libanees minister, diplomaat en rechter (overleden 1977)
- 29 - Andrija Artuković, Kroatisch extreemrechts politicus (overleden 1988)
- 29 - Arvid Kleven, Noors componist (overleden 1929)
- 29 - Emma Morano, Italiaans supereeuwelinge (overleden 2017)

### december
- 2 - John Barbirolli, Brits dirigent (overleden 1970)
- 2 - Hannes de Boer, Nederlands atleet (overleden 1982)
- 5 - Thomas Beck, Noors componist (overleden 1963)
- 6 - Joep Franssen, Nederlands wielrenner (overleden 1975)
- 9 - Maurice Yonge, Engels zoöloog (overleden 1986)
- 12 - Floyd Crosby, Amerikaans cinematograaf (overleden 1985)
- 14 - Jan van Kampen, Nederlands atleet (overleden 1969)
- 15 - Harold Abrahams, Brits atleet (overleden 1978)
- 16 - Noël Coward, Brits toneelschrijver (overleden 1973)
- 17 - Johannes van der Giessen, oudste man van Nederland (overleden 2008)
- 22 - Gustaf Gründgens, Duits acteur (overleden 1963)
- 26 - Johannes Ziatyk, Pools priester, martelaar en zalige (overleden 1952)

### datum onbekend
- Richard Declerck, Vlaams advocaat, vrederechter, gouverneur, politicus en essayist (overleden 1986)
- Julien Van Campenhout, Belgisch atleet (overleden 1933)

## Overleden
januari
- 18 - Carl Friedrich Wilhelm Claus (64), Duits zoöloog
- 29 - Robert Fruin (75), Nederlands historicus
- 29 - Alfred Sisley (59), Frans impressionistisch schilder

februari
- 3 - Geert Adriaans Boomgaard (110), tweede internationaal erkende oudste mens
- 16 - Félix Faure (58), Frans politicus; president 1895-1899
- 17 - Lewis Miller (69), Amerikaans zakenman, uitvinder en filantroop
- 18 - Sophius Lie (56), Noors wiskundige
- 22 - John Kruesi (55), Amerikaans uitvinder
- 25 - Paul Julius Reuter (82), oprichter van persbureau Reuters

april
- 7 - Pieter Rijke (86), Nederlands natuurkundige en hoogleraar
- 16 - Emilio Jacinto (23), Filipijns revolutionair en schrijver
- 21 - Heinrich Kiepert (80), Duits cartograaf

mei
- 2 - Eduard von Simson (88), Joods-Duits jurist en politicus
- 14 - Israël Kiek (88), Nederlands fotopionier
- 20 - Anna Bergendahl (71), Nederlandse abolitioniste

juni
- 3 - Johann Strauß Jr. (73), Oostenrijks componist
- 5 - Antonio Luna (32), Filipijns generaal
- 10 - Ernest Chausson (44), Frans componist
- 15 - Johan Hendrik Baars (23), Nederlands beeldhouwer en medailleur

augustus
- 7 - Jacob Maris (61), Nederlands impressionistisch kunstschilder
- 16 - Robert Bunsen (88), Duits chemicus

september
- 26 - Kaspar Stangassinger (28), Duits pater redemptorist en zalige

oktober
- 21 - Herman Coster (34), Nederlands advocaat

november
- 27 - Guido Gezelle (69), Vlaams priester en dichter

december
- 7 - Juan Luna (42), Filipijns kunstschilder

datum onbekend
- Geesje Kwak (22), Nederlands schildermodel